# 安迪·柏克
安迪·柏克（英語：Andy Park，1963年3月16日—），是一名居於英國威爾特郡的電工，由於他自1993年7月14日起每天都慶祝聖誕節，故引起了不少媒體的興趣，人稱他為「聖誕節先生」（Mr. Christmas）。
據報，柏克每天都慶祝聖誕節是由於在1993年7月14日的一日突然感到生活苦悶，於是拿出聖誕飾物佈置家居，立即豁然開朗，因而決定天天慶祝聖誕。至2001年，他已擁有30顆聖誕樹和1萬個裝飾球，約值10萬英鎊。2005年，他在由Mike Read主持的電台節目"It's Christmas Every Day"後開始廣為人知，成為傳媒追訪的對象。據節目表示，柏克每天起床後會寫聖誕卡和送聖誕禮物給自己，下午會喝香檳並收看女皇聖誕文告，隨後則會準備聖誕大餐。而時至2006年，他這13年來共消耗了4380隻火雞、87,600個餡餅、190品脫肉汁、6280個薯蓉、4380瓶香檳、4380瓶雪利酒及5000瓶葡萄酒，而由於他過度飲食的關係，他的體重一度增加了121公斤。

## 傳媒報導
- 2007年12月15日，柏克在BBC Radio 4的"Saturday Live"中表示自己依然每天都在慶祝聖誕。
- 2008年11月25日，英國報章"Daily Mail"聲稱基於財務問題，柏克會在慶祝上做出改善，以減少支出[3]。
- 2009年8月28日， 柏克參與名為"PopMaster"的遊戲節目，未能勝出。
- 2009年12月22日，柏克出席電台節目"Ian Collins"，於節目中，他談及自己的生活。

## 資料來源
1. 1 2  《天天過聖誕　狂迷要娶聖誕樹》- 蘋果日報 - 24-12-2010
2. ↑  .   [2010-12-24]. （原始内容存档于2014-05-22）.
3. ↑  .   [2010-12-24]. （原始内容存档于2021-02-12）.

## 外部連結
- The Forgotten Christmas （页面存档备份，存于）
- news Christmas addict to get cold turkey[]
- Mr Christmas 'devastated ' as Queen declines speech offer